# Nawarupa
Nawarupa (en birmano: နဝရူပ, escrito nawa rupa; Pali: navarūpa, lit. "nueve formas"), también conocido como byala (Arracaneso: ဗျာလ o ဗျာလ္လ), es una criatura quimérica de la mitología de Birmania y Rakhine (Arracaneso) . El nawarupa está formado por partes de nueve animales, tiene la trompa de un naga o elefante, los ojos de un ciervo, los cuernos de un rinoceronte, la lengua o alas de un loro, el cuerpo de un león o naya, la cola de un pavo real o yak, las orejas de un elefante o caballo, y las patas de un chinthe o karaweik. En la dinastía Konbaung, una de las barcazas reales estaba decorada con un nawarupa.